# Razová
Razová (německy Raase, polsky Razowa) je obec v okrese Bruntál v Moravskoslezském kraji. Žije v ní 516 obyvatel.

## Název
Jméno vesnice znělo původně Razov a bylo odvozeno od osobního jména Raz, varianty jména Rad, což byla domácká podoba některého jména obsahujícího -rad- (Rad(o)mír, Radslav, Bohurad aj.). Význam místního jména byl "Razův majetek". Podoba Razová je písemně doložena až od druhé poloviny 19. století (vznikla nápodobou jmen jiných sídel se zakončením -ová, která jsou v oblasti Nízkého Jeseníku častá). Německé jméno vzniklo z českého.

## Historie
První písemná zmínka o obci pochází z roku 1288 (Razow). Od roku 1781 se zde nachází kostel svatého Michala. K 1. lednu 1954 došlo ke změně katastrální hranice obce, když na základě usnesení MNV obcí Karlovce, Meziny a Razové byl původně moravský katastr obce Karlovce rozšířen o kolonie těchto dvou slezských obcí, čímž získal své dnešní hranice a od té doby zasahuje Karlovec do Slezska.

## Obyvatelstvo

### Vývoj počtu obyvatel
Počet obyvatel Razové podle sčítání nebo jiných úředních záznamů:
| Rok            | 1869  | 1880  | 1890  | 1900  | 1910  | 1921  | 1930  | 1950 | 1961 | 1970 | 1980 | 1991 | 2001 | 2011 | 2021 |
| -------------- | ----- | ----- | ----- | ----- | ----- | ----- | ----- | ---- | ---- | ---- | ---- | ---- | ---- | ---- | ---- |
| Počet obyvatel | 2 173 | 2 094 | 2 061 | 1 966 | 1 839 | 1 637 | 1 670 | 758  | 768  | 722  | 672  | 514  | 535  | 515  | 476  |
| Počet domů     | 345   | 328   | 312   | 311   | 366   | 361   | 377   | 300  | 196  | 179  | 146  | 154  | 209  | 218  | 228  |

1. ↑  z toho: 10 Čechoslováků, 1639 Němců; 1657 řím. kat., 8 evang., 2 izrael.
2. ↑  z toho: 504 Čechů, Moravanů a Slezanů, 21 Slováků, 2 Němci, 1 Polák; 156 řím. kat., 3 čsl. hus., 7 evang., 321 bez vyzn.

V Razové je evidováno 260 adres: 238 čísel popisných (trvalé objekty) a 22 čísel evidenčních (dočasné či rekreační objekty). Při sčítání lidu roku 2001 zde bylo napočteno 209 domů, z toho 127 trvale obydlených.

## Obecní správa

### Obecní symboly
Znak a vlajka byly obci uděleny rozhodnutím předsedy Poslanecké sněmovny Parlamentu České republiky dne 20. ledna 2005.

## Pamětihodnosti a zajímavosti
- Kostel svatého Archanděla Michaela je kulturní památka ČR.[11]
- Venkovská usedlost čp. 184
- přírodní památka Razovské tufity
- technická památka Vápenná pec
- památný strom Lípa u fary
- Razovský poklad V sedmdesátých letech minulého století byl na mezi v katastru obce při práci na vodovodu nalezen poklad ze 17. století, jedná se o 1 246 kusů mincí. Traduje se, že nález a odevzdání pokladu byl spojen s numismatickým ohodnocením. Při tomto ohodnocení se část mincí ztratila.
- Fragment hunského hrnce je nález, dokládající pohyb Hunů na území obce v době stěhování národů. Jedná se o první ze dvou dochovaných nálezů na území České republiky. Význam nádoby nelze chápat ve smyslu běžného užití, jednalo se zřejmě o předmět spirituálního a duchovního významu.
- Tři roky zde žila Josefa Slánská, manželka popraveného generálního tajemníka KSČ Rudolfa Slánského.

## Významní rodáci
- Josef Hanel (1823–1903), katolický kněz, ThDr., profesor morálky na olomoucké teolog. fakultě,  kanovník, později prelát a v letech 1893 – 1895 děkan kapituly u sv. Václava v Olomouci
- Eduard Mestenhauser (1838–1912), slezský hudební skladatel a muzikolog